# 氟二氯溴甲烷
氟二氯溴甲烷是一种有机化合物，化学式为CBrCl2F。它可由氟二氯甲烷在475 °C溴化得到，或通过氟二氯乙酸银和溴反应，或氟氯溴乙酸银和氯气反应得到。
CCl2FCOOAg + Br2 → CBrCl2F + CO2 + AgBr
CBrClFCOOAg + Cl2 → CBrCl2F + CO2 + AgCl